# Registre instrumental de temperatures

Mesuraments de la temperatura superficial global

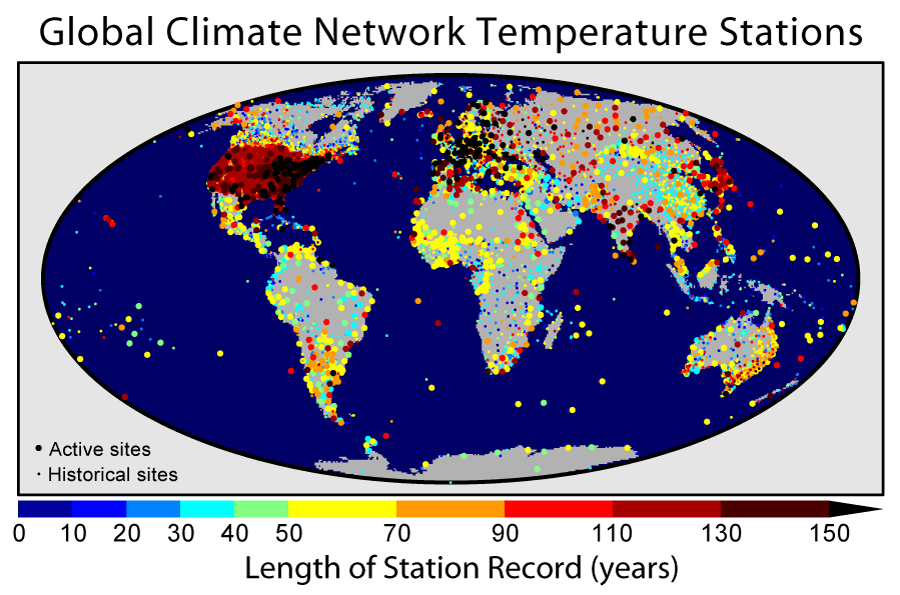
Carta de les estacions de control incloses al Global Historical Climatology Network. Els colors indiquen la longitud dels registres de temperatura disponibles a cada lloc.

El registre instrumental de temperatures mostra les fluctuacions de les temperatures atmosfèriques i dels oceans mesurades per diferents sensors. Tal com es veu a la figura, l'eix X representa el temps i l'eix Y l'anomalia de temperatura en °C. Aquesta 'anomalia' és la diferència de temperatura respecte a una de donada anomenada base, que pot ser la mitjana. En aquesta figura, la mitjana global del període 1961-1990 és utilitzada com aquest valor de base. En l'actualitat, el registre més llarg de temperatura és la sèrie de temperatures d'Anglaterra Central, començat el 1659. El registre més llarg, gairebé global, s'inicià el 1850.

## Registres de bases de dades globals
En l'actualitat, el Centre Hadley manté el HADCRUT3, un conjunt de dades globals de temperatures superficials, La NASA manté el GISTEMP, que dona un mesurament de les temperatures superficials amb una resolució mensual des de 1880, i la National Oceanic and Atmospheric Administration (NOAA) que manté la Xarxa Climatològica Global Històrica (GHCN-Mensual), la qual és una base de dades que conté temperatures històriques, precipitacions, i pressions de milers d'estacions en superfície del món. La National Climatic Data Center (NCDC) també manté un registre de temperatures des de 1880.

## El registre global des de 1850
El període on hi ha registres instrumentals raonablement fiables de superfície amb cobertura quasi global és generalment considerat amb un inici el 1850. Hi ha registres anteriors però amb cobertura més escassa i menys estandardització d'instruments.
Les dades registrades de temperatura provenen de mesuraments d'estacions en terra i de bucs. En terra, els sensors de temperatura es troben dins de la "garita meteorològica Stevenson" o en sistemes de temperatura màxima i mínima (MMTS). Els registres marins consisteixen en bucs de superfície que prenen lectures de temperatura de l'aire (d'entrades d'aire al motor) i de l'aigua (de galledes). Després els registres de terra i d'aigua es comparen. Els mesuraments de terra i d'aigua i els calibratges d'instruments és responsabilitat dels Serveis Nacionals de Meteorologia. L'estandardització de mètodes s'organitza a través de l'Organització Meteorològica Mundial, i la seva predecessora l'Organització Meteorològica Internacional.
En l'actualitat la majoria de les observacions meteorològiques es prenen per a ser usades en les prediccions meteorològiques. Centres com el Centre Europeu de Prediccions Meteorològiques a Mitjà Termini mostren Cartes instantànies de la seva cobertura; o el Centre Hadley amb la cobertura de medias del año 2000 Arxivat 2006-05-27 a Wayback Machine.. La cobertura dels primers anys del segle XX i del segle xix podrien ser significativament menors. Mentre que els canvis de temperatura varien tant pel que fa a la mida com en direcció d'una localitat a l'altra, el nombre de llocs diferents es combinen per a produr una estimació de la variació mitjana mundial.
Hi ha preocupacions sobre possibles incerteses en el registre de la temperatura instrumental incloent la fracció de la Terra coberta, els efectes de canviar de dissenys termomètrics i de pràctiques d'observació i els efectes del canvi d'ús del sòl (urbanitzacions) al voltant de les estacions d'observació. El registre de les temperatures dels oceans també pateix pels canvis en les pràctiques d'observació (com són els canvis en els materials que recullen l'aigua 
) i són afectats per l'illa de calor urbà, efecte o canvis en l'ús local del sòl / cobertura del sòl (LULC) en l'estació de superfície a terra.

### Escalfament en el registre instrumental de temperatura

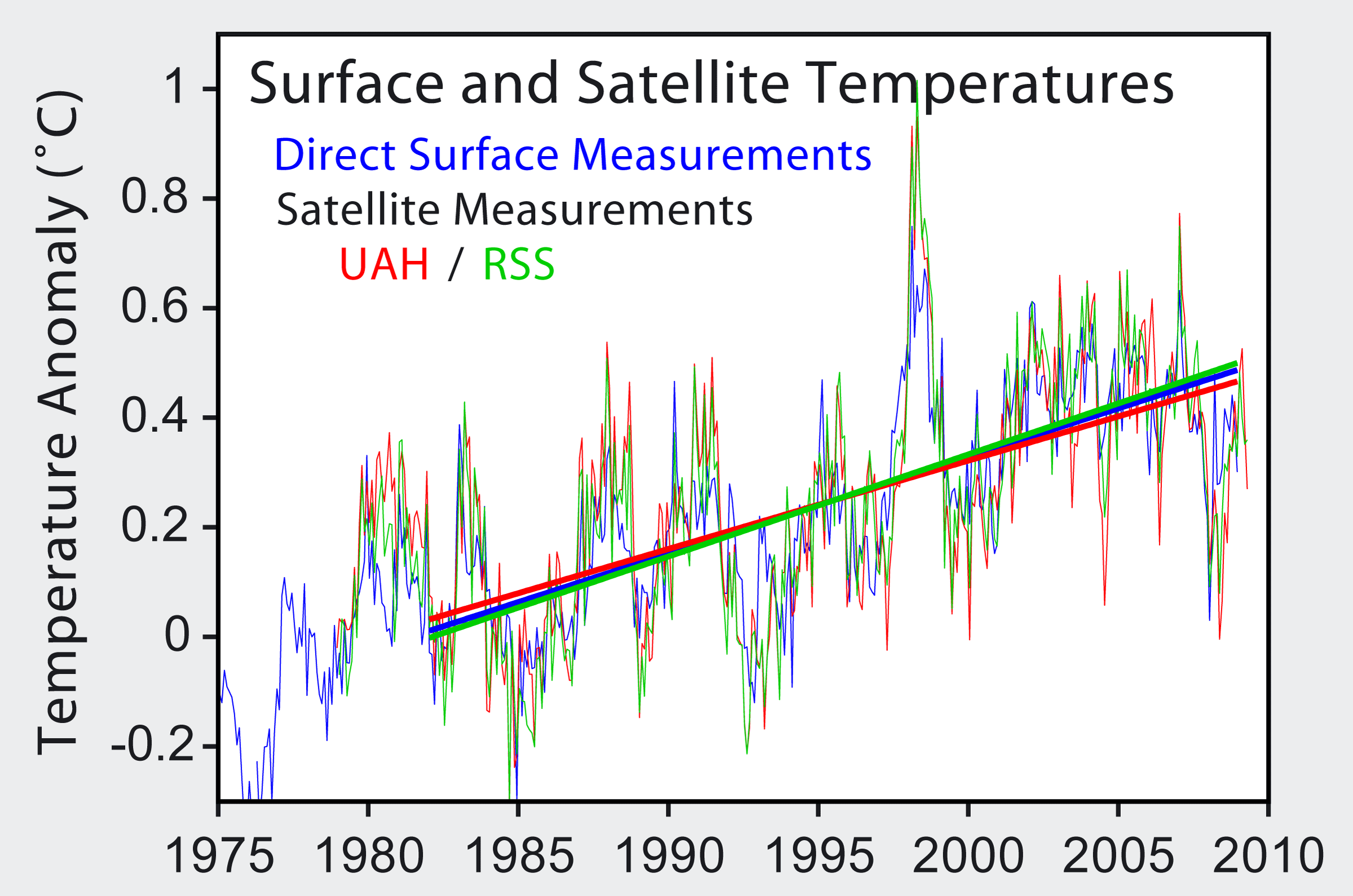
Comparació de registres de temperatura de terra (blau) vs. satèl·lit (vermell: UAH; verd: RSS) des de 1979. Les tendències des gener de 1982.

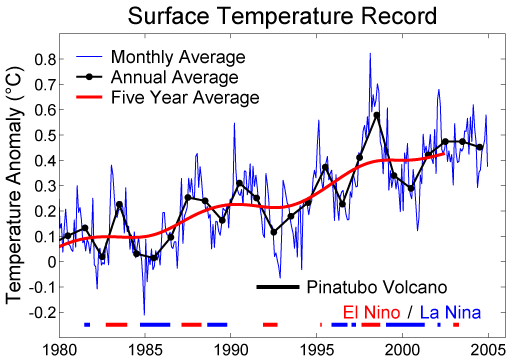
Darrers 25 anys de variació de temperatura.

Gran part de l'escalfament observat va ocórrer durant dos períodes: 1910-1945 i 1976-2000; la zona de refredament de 1945 a 1976 ha estat majoritàriament atribuïda a l'aerosol de sulfat. Tanmateix, un estudi de 2008 suggerí que la caiguda de temperatura de prop de 0,3 °C el 1945 podria ser deguda a l'aparent resultat d'aquests instruments no corregits en la temperatura del mar.